# Turdus debilis
Turdus debilis är en fågelart i familjen trastar inom ordningen tättingar. Den betraktas oftast som underart till svartnäbbad trast (Turdus ignobilis), men urskiljs sedan 2016 som egen art av Birdlife International och IUCN.
Fågeln förekommer på Amazonflodens flodslätt från södra Colombia, östra Ecuador och östra Peru till norra Bolivia och nordvästra Brasilien mellan floderna Río Negro och Río Madeira. Den kategoriseras av IUCN som livskraftig.